# Буттенвізен
Буттенвізен (нім. Buttenwiesen) — громада в Німеччині, знаходиться в землі Баварія. Підпорядковується адміністративному округу Швабія. Входить до складу району Діллінген.
Площа — 59,49 км2. Населення становить 5988 ос. (станом на 31 грудня 2020).